# Тухланов, Александр Григорьевич
Александр Григорьевич Тухланов (1 июля 1916 года — 5 декабря 1992 года) — гвардии лейтенант РККА и СА, участник Великой Отечественной войны, Герой Советского Союза (1944 год).

## Биография
После окончания семи классов школы работал учеником слесаря на заводе. Позднее окончил школу автомехаников, работал автомехаником, водителем. Член ВЛКСМ с 1937 года. В 1938 году окончил аэроклуб. 
В 1939 году он был призван на службу в Рабоче-крестьянскую Красную Армию Козловским РВК Чувашской АССР. В 1940 году он окончил школу младших авиационных специалистов, в 1941 году — Гостомельскую военную авиационную школу пилотов. С октября 1942 года — на фронтах Великой Отечественной войны.С 1942 года-на Юго-Западном фронте.
Член ВКП(б) с 1943 года. Приказом № 02\н от 02.02.1943 года старший сержант А. Тухланов награждён орденом Красной Звезды за уничтожение 4 танков,18 автомашин,2 цистерн с горючим,2 подвод,3 точек ЗА,3 орудий,до 150 гитлеровцев.
Приказом от 08.09.1943 года награждён орденом Красного Знамени за 18 успешных боевых вылетов и уничтожение 3 танков противника,7 автомашин,1 точки ЗА ,до 30 солдат противника и уничтожение в воздушном бою истребителя Ме-109.
Приказом №: 9/н от: 06.03.1944 года от ВС 17 ВА 3 Украинского фронта награждён орденом Красного знамени за 48 боевых вылетов и уничтожение 1 танка,1 САУ и 11 автомашин.
К маю 1944 года гвардии лейтенант А. Тухланов был заместителем командира эскадрильи 94-го гвардейского штурмового авиаполка 5-й гвардейской штурмовой авиадивизии 1-го смешанного авиакорпуса 17-й воздушной армии 3-го Украинского фронта. К тому времени он совершил 136 боевых вылетов на бомбардировку и штурмовку скоплений боевой техники и живой силы противника, нанеся ему большие потери.
Указом Президиума Верховного Совета СССР от 2 августа 1944 года за «отвагу и мужество, проявленное при нанесении штурмовых ударов по врагу и 136 боевых вылетов» гвардии лейтенант А. Тухланов был удостоен звания Героя Советского Союза с вручением ордена Ленина и медали «Золотая Звезда» за номером 4441.
Приказом№: 209/н от: 17.08.1944 года награждён орденом Александра Невского за 24 боевых вылета,уничтожение 6 танков,13 автомашин,2 орудия,3 бензоцистерны,1 ж\д эшелон,уничтожение ФВ-190 в группе и подбитие другого.
Осенью 1944 года получил тяжёлое ранение и после долгого лечения был уволен из Вооружённых Сил СССР. 
Проживал и работал на родине. В 1985 году награждён орденом Отечественной войны 1-й степени.
Умер 5 декабря 1992 года, похоронен в Козловке.

## Награды
Был также награждён двумя орденами Красного Знамени, орденами Александра Невского, Отечественной войны 1-й степени и Красной Звезды, рядом медалей.
В его честь названы школа и улица в Козловке.